# St Ives (Cornwall)
| \| St Ives \|    |
| Lage von St Ives |
| St Ives          |

| St Ives |

St Ives (kornisch Porthia) ist eine Stadt in der Grafschaft Cornwall in England und zählt etwa 11.000 Einwohner. Der Name leitet sich von der kornischen Heiligen Ia ab, nach welcher die Kirche im Ort, St Ia’s Church, benannt ist. St Ives ist als beliebter Ferienort und Künstlerkolonie bekannt.

## Touristische Bedeutung
Im Jahr 1877 wurde eine Eisenbahnstrecke von der nahegelegenen Gemeinde St Erth nach St Ives gebaut. Die Stadt wurde danach zum beliebten Ausflugs- und Ferienort, nicht zuletzt deshalb, weil sich im Ort selbst zwei große Strände (Porthminster Beach und Porthmeor Beach) und ein weiterer kleiner Strand (Porthgwidden Beach) befinden.
In der Nähe findet man die Carbis Bay und den kilometerlangen Strand der St Ives Bay. Alle Strände sind bereits mehrfach ausgezeichnet worden aufgrund ihrer Lage, ihrer Ausblicke und ihres feinen weißen Sandes.

## Historische Bedeutung
In Carbis Bay mit dem dominierenden Carbis Bay Hotel fand vom 11. bis 13. Juni 2021 das 47. Gipfeltreffen der G7-Staaten statt. Das Treffen war für Bundeskanzlerin Angela Merkel der letzte G7-Gipfel.

## Künstlerische Bedeutung

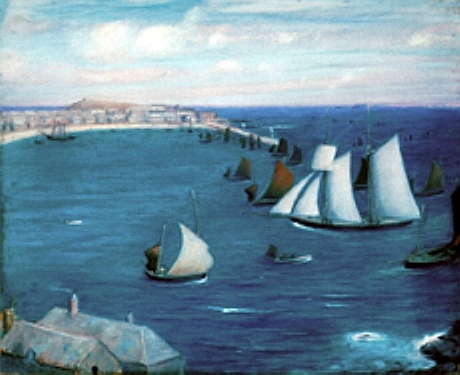
Thomas Millie Dow: St Ives Harbour (ohne Datum, vor 1919)

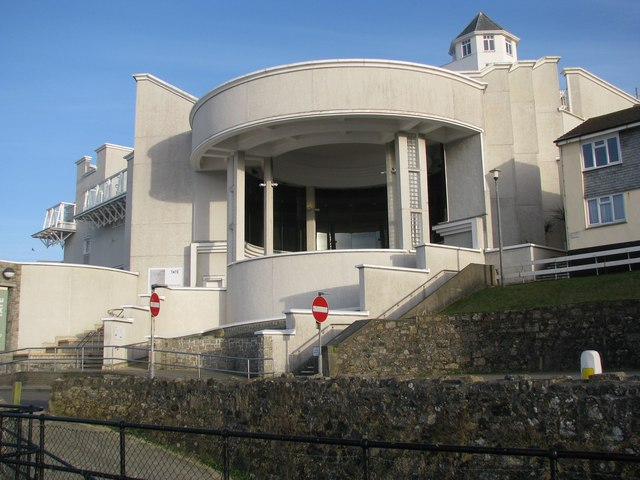
Tate St Ives

Der schottische Maler Thomas Millie Dow (1848–1919) zog 1894 nach St Ives und wohnte dort bis zu seinem Tod. Er erwarb 1895 das Talland House von Leslie Stephen, Vater von Virginia Woolf.
Bernard Leach (1887–1979) und der Japaner Shoji Hamada (1894–1978) begründeten 1920 die Leach Pottery in St Ives. Sie stellten Töpferwaren unter dem Gesichtspunkt westlicher und östlicher Kunst und Philosophie her. Leach arbeitete bis zum Jahr 1972; fünf Jahre später, 1977, zeigte das Victoria and Albert Museum in London seine Arbeiten. Die Leach Pottery ist noch in Betrieb und unterhält ein kleines Museum, das Leachs Werke und die seiner Schüler zeigt.

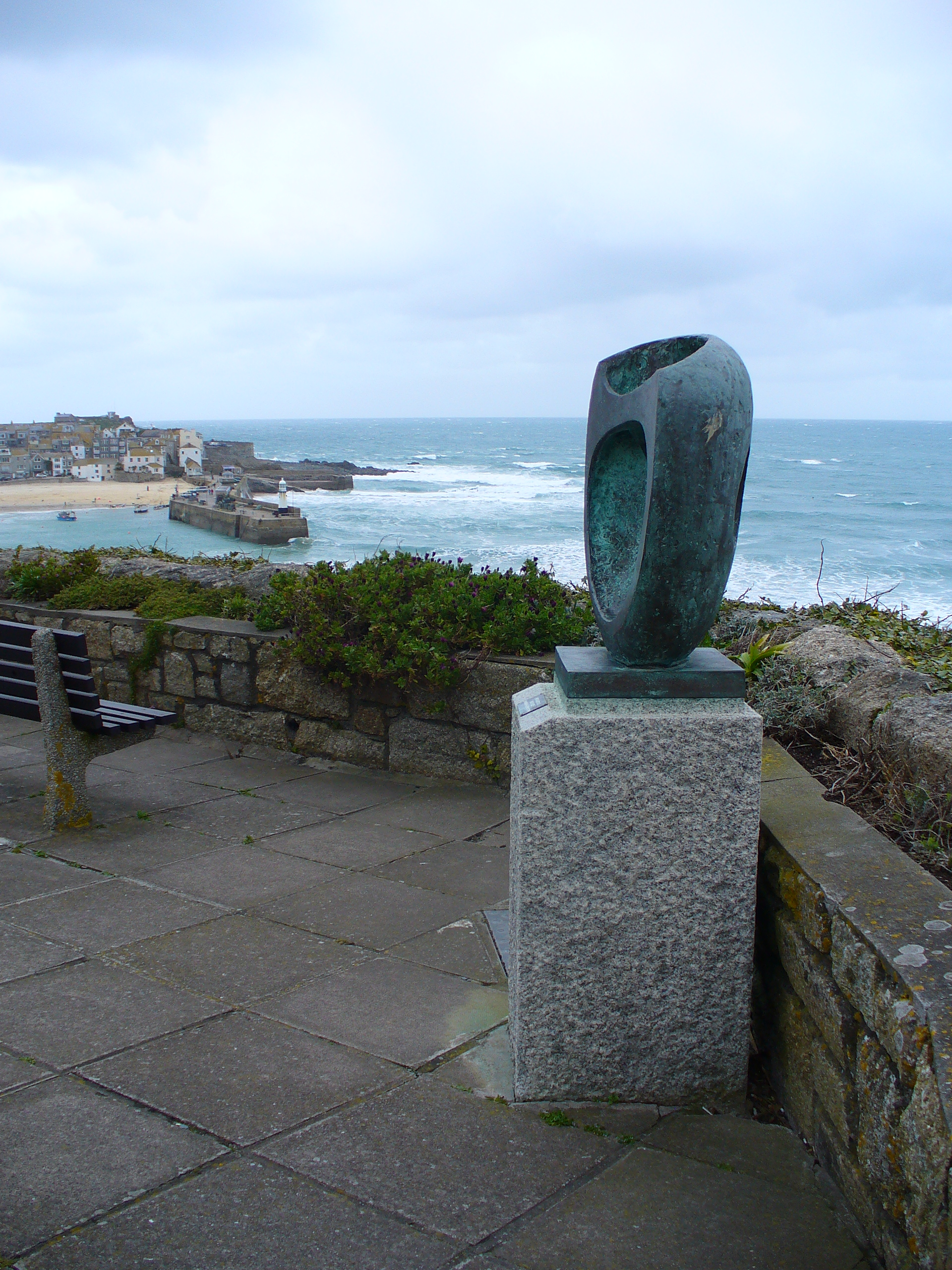
Skulptur von Barbara Hepworth mit Blick auf St Ives

Ben Nicholson, Alfred Wallis und Christopher Wood gründeten 1928 in der Stadt eine Künstlerkolonie. 1993 eröffnete die Londoner Tate Gallery einen Ableger in St Ives am Porthmeor Beach mit den Werken der dort wirkenden Künstler wie beispielsweise Ben Nicholson und seiner Frau Barbara Hepworth, einer der berühmtesten englischen Bildhauerinnen, deren Werke auch in einem eigenen, idyllisch gelegenen Museum, ihrem früheren (Trewyn-)Studio, zu sehen sind.
In St Ives lebte seit 1974 auch ein bedeutender moderner Maler: Roy Ray (1936–2021), der der kornischen Sprache und Landschaft mit seinen Bildern Ausdruck verlieh. 1913 wurde der Komponist George Lloyd in St Ives geboren.

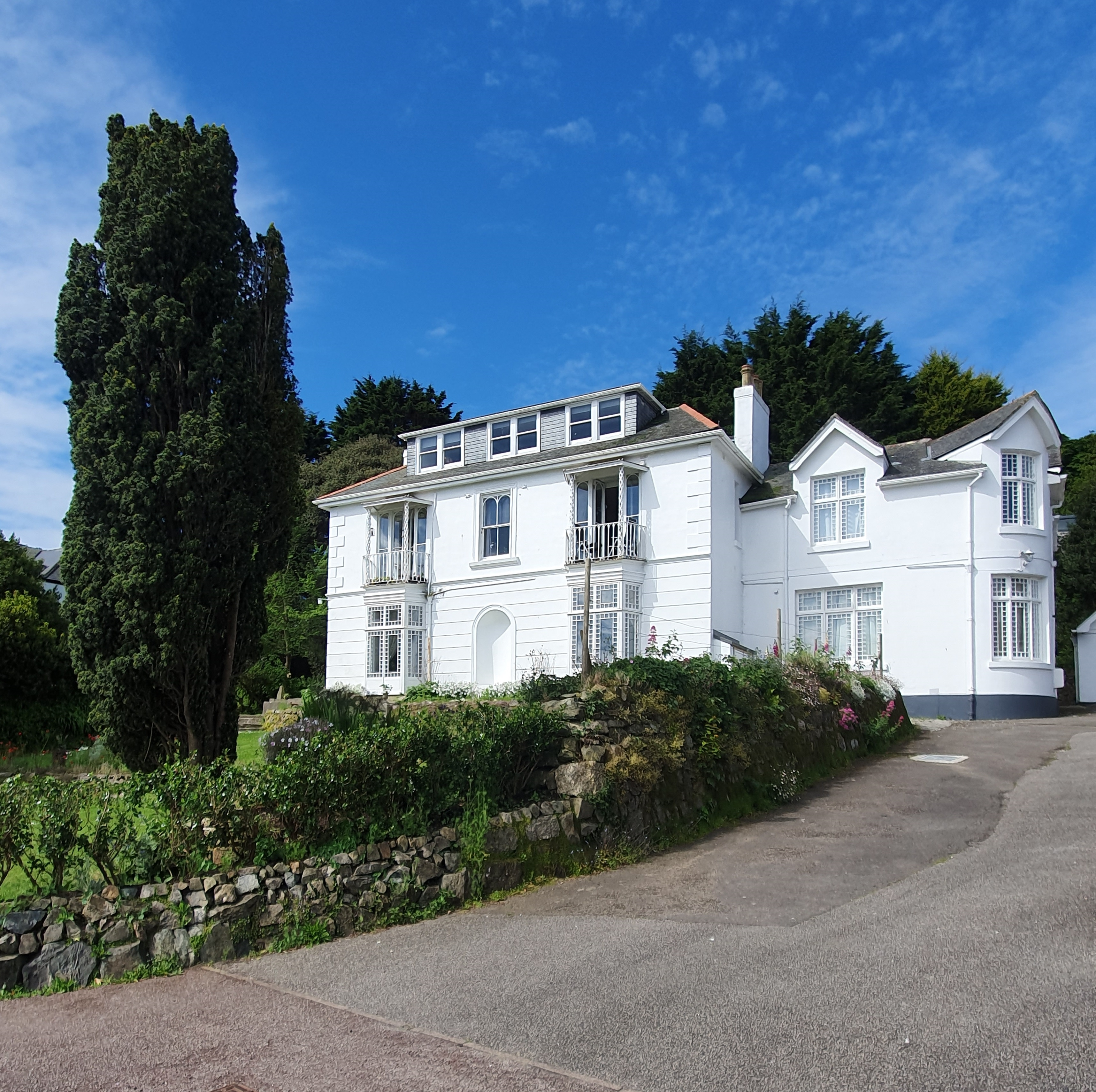
Talland House, 2022

Die britische Schriftstellerin Virginia Woolf verbrachte als Kind mit ihrer Familie von 1882 bis 1894 die Sommermonate in St Ives. Woolf, die eine sehr unglückliche Jugend erlebte, widmete St Ives und Cornwall später den Roman Jacobs Zimmer. Auch ihr Roman Die Fahrt zum Leuchtturm ist – obwohl auf der Hebrideninsel Skye angesiedelt – eine Reminiszenz an St Ives. Das frühere Sommerhaus von Woolfs Vater Leslie Stephen, Talland House, liegt in der Nähe von Porthminster Beach. Es war von 1882 bis 1895 im Besitz der Familie Stephen.
In St Ives spielen auch einige Romane wie zum Beispiel Die Muschelsucher der auch in Deutschland populären Schriftstellerin Rosamunde Pilcher, deren Geburtsort Lelant nicht weit entfernt ist. St Ives heißt in ihren Büchern Porthkerris und diente oft als Kulisse für die in Deutschland ebenfalls bekannten Romanverfilmungen. Das 1894 nach Entwurf des renommierten Architekten Sylvanus Trevail erbaute Carbis Bay Hotel kommt in Die Muschelsucher und Wintersonne vor, Pilcher nennt es The Sands Hotel.

## Söhne und Töchter der Stadt
- Robert Whitaker McAll (1821–1893), kongregationalistischer Prediger
- Leonard Trelawny Hobhouse (1864–1929), Politiker
- George Lloyd (1913–1998), Komponist
- Peter Lanyon (1918–1964), Maler
- Bryan Pearce (1929–2007), Maler